# 톈진 요리
톈진 요리(Tianjin料理, 중국어: 天津菜, 병음: Tiānjīn cài 톈진차이[*]) 또는 진요리(津料理, 중국어: 津菜, 병음: jīncài 진차이[*])는 중국의 톈진 지역에서 유래된 그 지역의 요리 방법이고 이는 베이징 요리에서 깊게 영향을 받았다. 베이징 요리와 비교를 하자면 톈진 요리는 강변의 생선·새우와 해물에 더욱 많이 집중이 되어 있고 베이징 요리처럼 맛이 무겁지 않다는 것이 이 요리의 특색이라고 할 수 있다.